# Arthur Partzsch
Arthur Rudolph Paul Partzsch (* 12. April 1887 in Dresden; † 19. September 1977) war ein deutscher Physiker, Stromrichtertechniker und Hochschullehrer.

## Leben und Wirken
Er war der Sohn des Dresdner Baugewerken Ernst Adolph Wilhelm Partzsch und dessen Ehefrau Johanne Christiane geborene Noack. Nach dem Schulbesuch studierte er ab 1907 an der Königlichen Sächsischen Technischen Hochschule zu Dresden und gehörte seit 1908 der Burschenschaft Cimbria Dresden an. Er promovierte 1912 zum Dr. phil. In Berlin wurde er Direktor der Gleichrichterfabrik. Ab 1947 war er Lehrbeauftragter für Stromrichter und von 1951 bis 1960 Honorarprofessor für Stromrichter am Lehrstuhl für Elektrische Maschinen mit Versuchsfeld in der Fakultät für Maschinenwesen der Technischen Universität Berlin.

## Schriften (Auswahl)
- Zur Theorie des lichtelektrischen Stromes in Gasen. Berlin 1912.
- Handbuch der Voltana-Experimente. Versuche aus dem Gebiete der Elektrizität zur Herstellung einfacher Apparate. Berlin 1921.